# Backlash (concepte)
El terme anglès backlash és comunament traduït al català com “una resposta negativa en contra de quelcom”. Tanmateix, en el camp més sociològic, el concepte backlash també fa referència a aquell rebuig d'un gran grup de persones en contra d'alguna cosa que ha guanyat popularitat o èxit recentment. Molts ho poden confondre amb el desgrat a una idea, producte o moviment en particular; però realment es refereix a l'aversió a quelcom que s'ha guanyat un lloc en la cultura popular de forma ràpida, imprevista i exponencial.
El backlash en la cultura cinematogràfica, serièfila o gamer, té el seu gran detonant en internet: una eina pràcticament usada per tota la població i que ha creat una relació recíproca entre l'anomenat hype i el backlash.
El hype no deixa de ser un mot que fa referència a l'excessiva publicitat d'un producte que genera grans expectatives entre els seus compradors. Tant ell com el backlash, són dos elements sociològics que es retroalimenten, és a dir, que la producció d'un acaba generant la de l'altre. Així doncs, es podria dir que la gran afluència d'expectatives per un producte (el hype), pot acabar produint l'efecte contrari en aquell grup de persones que no se sent part del moviment publicitari, o bé que posteriorment no es veu satisfet amb les expectatives generades (el backlash).

## Possibles causes delbacklashcultural
Una de les principals causes de l'anomenat backlash a la cultura és la sobrecàrrega informativa o infoxicació que existeix en el món actual. La societat d'avui en dia es caracteritza, segons molts especialistes, per rebre una quantitat d'informació exagerada que no pot ser consumida al 100% de cap manera. Tot i això, és aquesta facilitat per rebre notícies la que provoca que un gran percentatge dels consumidors de televisió o cinema estiguin informats sobre pràcticament tot el que esdevé en el futur d'una sèrie o d'una pel·lícula. I si les notícies són positives i calen entre l'audiència, això pot acabar generant una sèrie d'expectatives que més tard no sempre tenen perquè ser resoltes.
Una de les altres possibles causes del backlash cultural és el poder dels crítics en la societat tecnològica. Actualment, la quantitat de ressenyes o d'opinions de periodistes professionals sobre un producte en particular és immensa. Aquestes anàlisis estan a l'abast de gairebé tothom (des de la pàgina web americana Rotten Tomatoes, fins a la pàgina espanyola FilmAffinity, per exemple); per això, en diverses ocasions algunes pel·lícules o sèries de televisió aclamades per la crítica acaben patint un efecte contrari per part de l'audiència general, ja que no sempre les expectatives que els professionals els ha generat han estat del tot complertes. Aquest podria ser el cas de la cinta American Hustle, que en la seva preestrena va rebre moltes crítiques positives, però, en canvi, la seva acollida amb el públic va ser força freda en comparació, tal com explica el mitjà Flavorwire.
Curiosament, la pàgina web Tvtropes afirma que, si els productes afectats pel backlash haguessin estat consumits de forma individual i sense cap mena de context extern, probablement el producte hauria satisfet a l'espectador, ja que no existiria cap mena de predisposició per a desagradar-lo.
En darrer lloc, cal esmentar una de les altres possibles causes del backlash cultural segons diferents periodistes: la inexistència de les opinions mediocres en les xarxes socials. La majoria de comentaris que perduren a les xarxes socials com Twitter, Instagram o Facebook destaquen per ser, o completament negatius, o extremadament positius. Això, tal com s'explica al portal Espinof, ha acabat provocant que la mediocritat passi desapercebuda per la majoria dels usuaris i que únicament es comparteixin aquest tipus d'opinions més extremes. La redactora de l'article El backlash y la espiral del silencio a Espinof afirma que, com més hype se li tingui a un producte, més susceptible a l'anàlisi i a la impaciència serà aquest per als seus espectadors; i, per conseqüència, més possibilitats tindrà per fracassar ràpidament.

## Exemples cinematogràfics i televisius que han patitbacklash
Segons diferents mitjans de comunicació, un dels casos cinematogràfics més polèmics que ha patit un cert backlash és la cinta nord-americana La La Land, del director Damien Chazelle. Aquesta pel·lícula de l'any 2016 es va estrenar al Festival Internacional de Cinema de Venècia el 31 d'agost d'aquell mateix any; i, des del primer moment que van sortir les seves crítiques, la gran majoria van ser molt positives. De fet, avui en dia continua tenint una puntuació molt alta a pàgines webs com Rotten Tomatoes (92% segons la crítica; 4.1/5 segons el públic).
Durant els primers mesos de la seva premiere i la seva posterior estrena arreu del món, La La Land va anar rebent molt bones ressenyes i el boca a orella va funcionar esplèndidament fins al punt de ser nominada a catorze Oscars, igualant el rècord de nominacions de Titanic i Tot sobre Eva, a set Glòbus d'Or i a onze premis Bafta, entre d'altres.
Mentre que en les primeres gales de premis va triomfar, guanyant tots els Glòbus d'Or als quals estava nominada (convertint-se en la primera pel·lícula a fer-ho) i guanyant cinc importants estatuetes Bafta; va començar a fer-se patent en les xarxes socials un gran backlash cap a la pel·lícula.
La majoria de crítiques que va rebre la cinta es van centrar en la forma en la qual estava reflectida la societat americana de Los Angeles, concretament pel que fa al paper de la comunitat negre, de la LGBT Community, dels amants del jazz i de les dones; i també en el fet que molts usuaris la consideraven molt avorrida, sobrevalorada o massa llarga, en contraposició al que deien els crítics.
Finalment, al dia dels Oscars es va demostrar que tot aquest backlash havia acabat afectant en certa manera al film perquè, malgrat guanyar sis de les estatuetes més importants, no va poder emportar-se la més rellevant de la nit: la de Millor pel·lícula. I no deixa de ser un fet curiós perquè en la majoria d'enquestes era la gran preferida per aconseguir-ho.
Tot això ha portat a creure que el backlash viscut per La La Land va acabar influint en la votació dels membres de l'Acadèmia, tal com es pot veure en les sinceres declaracions que un dels seus socis va realitzar dies abans de la resolució dels premis, dient que la cinta li semblava una pel·lícula agradable, però no memorable, raó per la qual no la votaria coma millor de l'any.
Un altre cas, concretament televisiu, que va patir un sever backlash per part dels seus seguidors va ser la sèrie estatunidenca The 100, produïda per la cadena The CW. El backlash es va originar després que el creador del mateix producte prengués la decisió de liquidar un dels personatges secundaris de la sèrie en la tercera temporada; essent aquest personatge molt especial pels espectadors precisament per mantenir una relació homosexual amb la mateixa protagonista.
Aquesta decisió presa pel showrunner, Jason Rothenberg, no va ser acceptada per pràcticament cap dels seguidors de la sèrie, que s'havien creat un gran nombre d'expectatives envers la relació homosexual. Això no només va provocar un immens descontentament per part dels espectadors de The 100, sinó que també va generar una gran onada d'odi en les xarxes socials que es va traduir en: presència del trending topic #LGBTFansDeservedBetter durant nombroses setmanes, baixada d'audiència en els següents capítols de la temporada, canvi radical de la puntuació de la sèrie en la pàgina d'IMDb, i boicot al seu creador a totes les xarxes socials possibles.
Rothenberg va intentar explicar la raó per la qual havia decidit aquest destí pel personatge de la sèrie, admetent que l'actriu que l'interpretava tenia un compromís amb un altre show i que no hi havia cap altre més remei. Tanmateix, els fans van continuar indignats i van reiterar que no existia cap mena de justificació al tipus de mort a la qual el personatge havia estat sotmès, especialment després de les expectatives que la sèrie els havia generat. Així doncs, els seguidors van condemnar el fet que el creador decidís posar fi a la vida del personatge secundari, tenint en compte el que representava per la comunitat LGBT. També van argumentar que no era la primera vegada que en una ficció televisiva decidissin acabar amb una relació lesbiana d'una manera tan abrupte, posant com a exemple la relació entre Willow i Tara a la sèrie de televisió Buffy the Vampire Slayer.